# Метрика (математика)

Ілюстрація порівняння манхеттенської метрики з евклідовою метрикою на площині: шляхи (червоний, жовтий і синій) мають однакову довжину (12) у манхеттенський метриці. А в евклідовій метриці, зелений шлях має довжину і це єдиний найкоротший шлях.

Метрика або функція відстані в математиці, — це функція, яка визначає відстань між кожною парою елементів множини. Множина з метрикою називається метричним простором. Метрика індукує топологію на множині, але не всі топології можуть бути породжені метрикою.Топологічний простір, чия топологія описана метрикою називається метризовним.
Важливим джерелом метрик в диференціальній геометрії є метричний тензор, білінійні форми, якого можуть бути визначені як скаляр на дотичних векторах на диференційовному многовиді. За допомогою метричного тензору через інтегрування можна визначити довжину кривих і тим самим задати метрику. Однак, не кожну метрику можна отримати з метричного тензору у такій спосіб.

## Визначення
Метрика множині X — це функція (називають функція відстані або просто відстань)
{\displaystyle d:X\times X\to [0,\infty )},
де {\displaystyle [0,\infty )} — множина невід'ємних дійсних чисел і для всіх {\displaystyle x,y,z\in X}, виконуються наступні умови:
| 1. | {\displaystyle d(x,y)\geqslant 0}             | не від'ємність                           |
| 2. | {\displaystyle d(x,y)=0\Leftrightarrow x=y}   | тотожність                               |
| 3. | {\displaystyle d(x,y)=d(y,x)}                 | симетричність                            |
| 4. | {\displaystyle d(x,z)\leqslant d(x,y)+d(y,z)} | субадитивність або нерівність трикутника |
Умови 1 та 2 визначають додатньо-визначену функцію.
Метрика називається ультраметрикою, якщо вона задовольняє більш сильному варіанту нерівності трикутника, коли немає точок між іншими точками:
{\displaystyle d(x,z)\leqslant \max(d(x,y),d(y,z))}
для всіх {\displaystyle x,y,z\in X}
Метрика d на X називається внутрішньою метрикою, якщо будь-яку пару точок x та y в X можна з'єднати кривою з довжиною довільно близькою до d(x, y).
Для множин, на яких визначено додавання + : X × X → X, d називають трансляційною інваріантною метрикою, якщо
{\displaystyle d(x,y)=d(x+a,y+a)}
для всіх {\displaystyle x,y,a\in X}.